# Моргуліс Михайло Григорович
Михайло Григорович Моргуліс - правознавець, публіцист, громадський діяч.

## Біографія
Народився в 1837 році. Навчався в традиційному хедері, а пізніше в зразковому, звідки він перейшов в щойно відкрите тоді казенне училище, не без опору, проте, з боку материнської рідні, яка належала до хасидів.
Після закінчення училища 16-річний юнак, всупереч волі батьків, вступив в житомирське рабинське училище, де незабаром був прийнятий на казенний рахунок. Настали роки посиленої розумової роботи, під впливом таких викладачів як Ейхенбаум, Цвейфель, Полічіпецкій, Сухоставер і ін. Молодь рабинської семінарії дивилася на себе як на піонерів російсько-єврейського просвітництва. Моргуліс мріяв стати російським Мендельсоном, реформатором релігійної та суспільного життя російських євреїв.
Але перші спроби молодих вчителів, що вийшли з рабинських училищ, викликали сильне протистояння серед ортодоксів; з іншого боку, діяльність єврейських вчителів зіткнулася з ворожим ставленням російського суспільства. Моргуліс, який отримав в 1861 році звання рабина, вирішив вступити до університету. Михайло Григорович зобов'язаний був відбути рабинську службу; київська адміністрація вдавалася до сильних заходів, щоб примусити його до цього, але завдяки діям М. І. Пирогова , Моргуліс в 1864 році був зарахований студентом юридичного факультету Київського університету.
До цього часу Моргуліс вже зайнявся педагогічною та громадською діяльністю: викладає в бердичівського талмуд-торі і казенному училищі, відкриває разом з товаришами - І. Кулішера, Сегаль, Бриком і ін. - суботню школу, відвідують яку як юнаки, так і дорослі, відстоює перед місцевою адміністрацією інтереси народу, співпрацює в «Світанку» О. А. Рабіновича. За участю Моргуліса в київському університеті утворюється гурток єврейських студентів, які видають книги для євреїв та інтелігенції; гурток переводить на жаргон кращі твори іноземної літератури, складає збірники російською мовою з історії та літератури євреїв (в них були поміщені статті Моргуліса: «На виправдання Талмуда від його гонителів і захисників», «Нарис кримінального судочинства у древніх євреїв» і ін.). Будучи студентом, Моргуліс написав дослідження «Про право спадкування за Мойсея-талмудическому законодавству», яке представив в 1869 році як кандидатську дисертацію.
Тоді ж Моргуліс, за пропозицією Одеського товариства поширення освіти між євреями, склав керівництво до вивчення російської мови,однак,  не допущене, цензурою. Моргуліс тоді ж розміщує ряд статей з єврейських питань в  «Київському Телеграфі», здебільшого про освіту, землеволодіння (стаття про землеволодіння євреїв в Південно-західному краї, що вийшла окремою брошурою, була конфіскована) і про правове становище євреїв. Статті, що носили здебільшого бойовий характер і привертали до себе увагу преси, адміністрації та товариства, зробили ім'я Моргуліса популярним серед євреїв: до нього стали звертатися як до захисника єврейських прав. У 1869 році, після закінчення університету, Моргуліс переселився до Одеси. Немає майже жодної одеської громадської установи, в якій Моргуліс не приймав би участі. Рідкісне поєднання ґрунтовних знань в області єврейського побуту, юдаїзму і російського законодавства висунуло його як юриста-знавця в питаннях, що стосуються правового становища євреїв. Він писав статті, складав записки, брав участь в комісіях, в тому числі і у Вищій комісії для перегляду діючих в Росії законів про євреїв.
Прагнучи провести в життя ідеї, викладені ним у статті «Що нам робити з російськими євреями?»  Моргуліс в 1870-х рр. багато працював по організації громадських сил для поширення серед євреїв освіти, продуктивної праці та знання єврейських наук. У 1871 році він разом з І. Г. Оршанський вступив до редакції газети «День», де вів відділ іноземної освіти в якому, посилаючись на приклад іноземних євреїв, закликав російсько-єврейську буржуазію та інтелігенцію служити своїми матеріальними і розумовими силами народу. Перебуваючи з 1869 року членом правління одеського відділу товариства освіти і талмуд-тори, Моргуліс в 1871 році був обраний членом правління товариства «Труд» ремісниче училище якого, завдяки його діяльності, стало незабаром кращим професійним навчальним закладом.
У 1880-х роках М. Г. Моргуліс бореться проти антисемітизму , друкує ряд статей, в яких відображає єврейства звинувачення. У 1890-х роках Моргуліс виступає на зборах і в пресі проти сіонізму, засуджуючи його як рух, що суперечить духу юдаїзму і справжнім потребам народу. Не обмежуючись запереченням сіонізму, Моргуліс з метою показати єврейській молоді образи, в яких поєднувалися кращі сторони юдаїзму з загальнолюдським начало, становить історичні етюди з талмудичної епохи про Меїр й Юду; сприяє організації лекцій з питань єврейської науки, історії та літератури.
У кишинівському погромі М. Моргуліс виступав в якості цивільного позивача, а після єврейського погрому 1905 року в Одесі він прийняв на себе представництво в комітеті з надання допомоги численним потерпілим. Раніше Моргуліс пережив і перший одеський погром 1871 року, коли він зайнявся розкриттям інтелектуальних винуватців. Спроба висвітлити цей погром у пресі тоді не вдалася, і лише 40 років потому зміг опублікувати свої спогади про нього.
У своїй більш ніж півстолітній літературній діяльності Моргуліс брав до уваги як приватних, так і принципових питань єврейського життя, причому головна ідея полягала в тому, щоб вказати способи поліпшення матеріального і морального побуту євреїв і звернути увагу на відсутність доцільності не тільки з точки зору інтересів євреїв, а й з точки зору інтересів іншого населення. Дослідження єврейського питання є для нього не справою прискіпливого напрямку, а справою істини. Чи вивчає Моргуліс побут російських євреїв, розказує він історію їх установ, з'ясовує чи він сутність юдаїзму, вчення Талмуда, Дух його права - він завжди прагне бути об'єктивним дослідником, вільним як від апологетики, так і від необгрунтованих звинувачень. З однаковою силою обрушується він на тих, хто спотворює сутність єврейства, - будь це вороги або друзі його. Практичний дозвіл «єврейського питання» в Росії він бачить в рівноправії та повноправії. Про це він постійно писав ще в 1869 році, про це він нагадує в 1906 році в книзі «Питання, іменовані єврейським», в якому розповідає свої погляди на ряд явищ російсько-єврейського життя. Для нього єврейське питання тісно пов'язане з загальноросійським.
Ортодокси нерідко зараховували Моргуліса до асиміляторів. Але в його творах немає ідеології асиміляції, а в діяльності немає слідів її. У статті «Самовизволення і самозречення», написаної з приводу відомої брошури доктора Пінскера «Самовизволення», він каже: «Чи не самозречення нам потрібно, а самосвідомість, проникнення ідеєю нашого минулого, нашої національної гідності і вірою в майбутнє всього людства, частина якого ми складаємо». Ставлячись вкрай негативно до сіонізму, Моргуліс, однак, співчутливо ставиться до тих еміграційних рухів, які прагнуть підняти економічний і культурний рівень народу. Моргулісу не раз у своїх творах доводилося писати, що він дивиться на єврейство як на самостійну індивідуальність, що має свою власну культуру і свої самобутні елементи, але при цьому він завжди підкреслював, що тільки об'єднання «національного і загальнолюдського» відповідає духу юдаїзму і що тільки такий синтез повинен бути керівною ідеєю народних діячів.
Головна робота єврейської інтелігенції, по Моргулісу, повинна бути спрямована на систематичне вивчення юдаїзму по безпосереднім релігійних джерел та історичним пам'ятникам, на розкриття їх сутності, на прояв всього того, що міститься в історичних сокровеннях юдаїзму, на широке поширення цих почав з метою зробити їх надбанням. Поруч з цією роботою, інтелігенція повинна спрямувати зусилля на те, щоб досягти поліпшення економічного і правового становища євреїв. Так сформульовану задачу інтелігенції Моргуліс протягом всього свого життя і виконував особисто.
М. Г. Моргуліс відомий і як цивільний. Він брав участь в Одеському юридичному суспільстві, читав доповіді, друкувався в різних юридичних журналах.
Михайло Григорович Моргуліс помер в 1912 році в місті Одеса.

## Життєпис
1837 рік - народився у м. Бердичів; Житомирська обл.
1864 рік - зарахований студентом юридичного факультету Київського університету.
Навчався у житомирському рабинському училищі. Вищу освіту отримав у 1864–1869 на юридичному факультеті Київського університету Св. Володимира.
Входив до гуртка єврейських студентів, члени якого видавали історичні та літературні праці, співпрацювали з київськими газетами.
У 1869 р. представив кандидатську дисертацію та переселився до Одеси, де жив до самої смерті.
Здебільшого займався адвокатською практикою. Був одним з лідерів єврейської громади Одеси.
У 1860–1870-х співпрацював у провідних одеських російськомовних єврейських виданнях «Рассвет» и «День».
У 1871 році був обраний членом правління товариства «Труд», ремісниче училище якого, завдяки його діяльності, стало незабаром кращим професійним навчальним закладом.
У 1880-х роках М. Г. Моргуліс бореться проти антисемітизму.
У 1890-х роках Моргуліс виступає на зборах і в пресі проти сіонізму.
У 1905 року в Одесі він прийняв на себе представництво в комітеті з надання допомоги численним потерпілим.
Помер в 1912 році (75років) у місті Одеса.

## Наукові здобудки
Послідовно боровся за рівноправ'я євреїв з іншими національностями Російської імперії, однак рішуче виступав проти сіонізму. Загалом його погляди були поміркованими, він висловлювався за співпрацю з владою Російської імперії.
Він був лідером Одеського відділення товариства для поширення просвіти серед євреїв, опікуном ремісничої школи для євреїв «Труд». Відіграв найважливішу роль у формуванні та розвитку системи початкової та професійної освіти єврейських дітей в Одесі. Одним з перших обґрунтував необхідність створення загальноросійської общини з центральним управлінням (за прикладом західноєвропейських євреїв).
У 1881 представляв інтереси євреїв у комісії з єврейського питання при одеському градоначальнику, сприяв розвитку одеської талмуд-тори. На початку XX століття очолив комітет створений для допомоги єврейському населенню Півдня Російської імперії що голодувало.
Належав до типу істориків-ідеологів. Історія для нього була продовженням громадської та публіцистичної діяльності спрямованої на духовне відродження єврейського народу. Тому, хоча його праці побудовані на аналізі значного джерельного матеріалу, вони не позбавлені певної заангажованості. Водночас емоційний стиль надавав його історичним працям аналітичності та полемічності, що сприяло розвитку історіографічних дискусій. У 1880-х вперше закликав видати популярну історію євреїв російською мовою.
У 1890-х він був членом історико-літературної комісії на чолі з С. Дубновим, що готувала переклад скороченого видання історії євреїв Г. Греца. На відміну від С. Дубнова, М. Моргуліс намагався уникати відвертої пропаганди єврейської національної ідеї в історичних працях. Своїм поглядам він надавав зовні безсторонній вигляд, намагався переконувати суто логічними аргументами. На стиль М. Могуліса історика безумовно сильно вплинув історично правовий напрямок в історіографії. Сильною стороною праць одеського автора було застосування історико-порівняльного підходу. Найбільшою мірою вплинули на історичні погляди М. Моргуліса праці І. Оршанського, Ф. Леонтовича, К. Кавеліна.
Історичні праці науковця присвячені біографіям видатних історичних персонажів та соціальній історії євреїв. Одним з перших дослідив питання про історичні коріння та етапи розвитку єврейської общини— кагалу. На відміну від більшості тогочасних істориків, заперечував міцність єврейського кагалу, його експлуататорську природу. На історичних прикладах показав неефективність та суперечливість політики Російської імперії щодо євреїв у XVIII— на початку XIX ст.

## Праці
- К.Д.Кавелин.— Одесса, 1886;(рос.)
- К истории образования русских евреев // Вопросы еврейской жизни.— СПБ., 1889;(рос.)
- Кагал, его историческое происхождение и учреждение магдебургского права // Вопросы еврейской жизни.— СПБ., 1889;(рос.)
- О кагале (исторический этюд) // Вопросы еврейской жизни.— СПБ., 1889;(рос.)
- Н.И.Пирогов // Вопросы еврейской жизни.— СПБ., 1889;(рос.)
- Этюды из талмудической эпохи: Гиллель, Меер, Акиба и Иегуда.— Одесса, 1900;(рос.)
- Вопрос именуемый еврейским.— СПБ., 1906.(рос.)